# Distrikt Jacas Grande
Der Distrikt Jacas Grande liegt in der Provinz Huamalíes in der Region Huánuco in Westzentral-Peru. Der Distrikt wurde am 29. Oktober 1923 gegründet. Er erstreckt sich über eine Fläche von 219 km². Im Distrikt wurden beim Zensus 2017 6044 Einwohner gezählt. Im Jahr 1993 lag die Einwohnerzahl bei 7120, im Jahr 2007 bei 5394. Sitz der Distriktverwaltung ist die 3615 m hoch gelegene Ortschaft Jacas Grande mit 709 Einwohnern (Stand 2017). Jacas Grande befindet sich knapp 9 km östlich der Provinzhauptstadt Llata.

## Geographische Lage
Der Distrikt Jacas Grande liegt an der Westflanke der peruanischen Zentralkordillere zentral in der Provinz Huamalíes. Entlang der westlichen Distriktgrenze strömt der Río Marañón nach Norden.
Der Distrikt Jacas Grande grenzt im Westen an die Distrikte Llata und Puños, im Nordwesten an den Distrikt Chavín de Pariarca, im zentralen Norden an den Distrikt Tantamayo, im Nordosten und im Osten an den Distrikt Monzón, im Südosten und im Süden an die Distrikte Marías und Quivilla (beide in der Provinz Dos de Mayo).

## Ortschaften
Im Distrikt gibt es neben dem Hauptort folgende größere Ortschaften:
- Andas (386 Einwohner)
- Carhuapata (259 Einwohner)
- Cascanga (265 Einwohner)
- Huacash
- Nuevas Flores (239 Einwohner)
- Vista Alegra